# Linia kolejowa Jüterbog – Röderau
Linia kolejowa Jüterbog – Röderau – ważna dwutorowa i zelektryfikowana linia kolejowa w Niemczech, w krajach związkowych Brandenburgia, Saksonia-Anhalt i Saksonia. Biegnie z Jüterbog przez Falkenberg/Elster do Röderau.